# Giro di Svizzera 1989
Il Giro di Svizzera 1989, cinquantatreesima edizione della corsa, si svolse dal 14 al 23 giugno su un percorso di 1 844 km ripartiti in 11 tappe, con partenza a Berna e arrivo a Zurigo. Fu vinto dallo svizzero Beat Breu della Domex-Weinmann davanti ai suoi connazionali Daniel Steiger e Jörg Müller.

## Tappe
| Tappa  | Data      | Percorso                                | km   | Vincitore di tappa | Leader cl. generale |
| ------ | --------- | --------------------------------------- | ---- | ------------------ | ------------------- |
| 1ª     | 14 giugno | Berna > Berna                           | 148  | Eric Vanderaerden  | Jürg Bruggmann      |
| 2ª     | 15 giugno | Berna > Losanna                         | 197  | Johan Bruyneel     | Beat Breu           |
| 3ª     | 16 giugno | Losanna > Liestal                       | 199  | Michael Wilson     | Stephan Joho        |
| 4ª     | 17 giugno | Liestal > Bad Zurzach                   | 166  | Arno Küttel        | Stephan Joho        |
| 5ª     | 18 giugno | Bad Zurzach > Baden                     | 78   | Remig Stumpf       | Stephan Joho        |
| 6ª     | 18 giugno | Baden > Heitersberg (cron. individuale) | 7,5  | Beat Breu          | Beat Breu           |
| 7ª     | 19 giugno | Baden > Arosa                           | 203  | Kurt Steinmann     | Beat Breu           |
| 8ª     | 20 giugno | Arosa > Bellinzona                      | 208  | Andreas Kappes     | Beat Breu           |
| 9ª     | 21 giugno | Bellinzona > Zermatt                    | 200  | Andreas Kappes     | Beat Breu           |
| 10ª    | 22 giugno | Zermatt > Brügg                         | 277  | Johan Bruyneel     | Beat Breu           |
| 11ª    | 23 giugno | Brügg > Zurigo                          | 160  | Urs Freuler        | Beat Breu           |
| Totale | Totale    | Totale                                  | 1844 |                    |                     |

## Dettagli delle tappe

### 1ª tappa
- 14 giugno: Berna > Berna – 148 km

| Pos. | Corridore         | Squadra   | Tempo    |
| ---- | ----------------- | --------- | -------- |
| 1    | Eric Vanderaerden | Panasonic | 3h33'01" |
| 2    | Stephan Joho      | Ariostea  | s.t.     |
| 3    | Silvio Martinello | Atala     | s.t.     |

| Pos. | Corridore         | Squadra    | Tempo    |
| ---- | ----------------- | ---------- | -------- |
| 1    | Jürg Bruggmann    | Frank-Toyo | 3h32'43" |
| 2    | Beat Breu         | Domex      | a 3"     |
| 3    | Eric Vanderaerden | Panasonic  | a 13"    |

### 2ª tappa
- 15 giugno: Berna > Losanna – 197 km

| Pos. | Corridore      | Squadra  | Tempo    |
| ---- | -------------- | -------- | -------- |
| 1    | Johan Bruyneel | SEFB     | 5h01'13" |
| 2    | Stephan Joho   | Ariostea | a 7"     |
| 3    | Martin Earley  | PDM      | s.t.     |

| Pos. | Corridore      | Squadra  | Tempo    |
| ---- | -------------- | -------- | -------- |
| 1    | Beat Breu      | Domex    | 8h34'06" |
| 2    | Stephan Joho   | Ariostea | a 2"     |
| 3    | Johan Bruyneel | SEFB     | a 8"     |

### 3ª tappa
- 16 giugno: Losanna > Liestal – 199 km

| Pos. | Corridore      | Squadra  | Tempo    |
| ---- | -------------- | -------- | -------- |
| 1    | Michael Wilson | Helvetia | 4h54'11" |
| 2    | Andreas Kappes | Toshiba  | a 14"    |
| 3    | Sean Kelly     | PDM      | s.t.     |

| Pos. | Corridore         | Squadra  | Tempo     |
| ---- | ----------------- | -------- | --------- |
| 1    | Stephan Joho      | Ariostea | 13h28'23" |
| 2    | Beat Breu         | Domex    | a 8"      |
| 3    | Massimo Podenzana | Atala    | a 22"     |

### 4ª tappa
- 17 giugno: Liestal > Bad Zurzach – 166 km

| Pos. | Corridore      | Squadra   | Tempo    |
| ---- | -------------- | --------- | -------- |
| 1    | Arno Küttel    | Domex     | 4h27'34" |
| 2    | Teun van Vliet | Panasonic | s.t.     |
| 3    | Pascal Richard | Helvetia  | s.t.     |

| Pos. | Corridore         | Squadra  | Tempo     |
| ---- | ----------------- | -------- | --------- |
| 1    | Stephan Joho      | Ariostea | 17h45'57" |
| 2    | Beat Breu         | Domex    | a 8"      |
| 3    | Massimo Podenzana | Atala    | a 22"     |

### 5ª tappa
- 18 giugno: Bad Zurzach > Baden – 78 km

| Pos. | Corridore         | Squadra   | Tempo    |
| ---- | ----------------- | --------- | -------- |
| 1    | Remig Stumpf      | Toshiba   | 1h59'36" |
| 2    | Eric Vanderaerden | Panasonic | s.t.     |
| 3    | Sean Kelly        | PDM       | s.t.     |

| Pos. | Corridore         | Squadra  | Tempo     |
| ---- | ----------------- | -------- | --------- |
| 1    | Stephan Joho      | Ariostea | 19h45'33" |
| 2    | Beat Breu         | Domex    | a 8"      |
| 3    | Massimo Podenzana | Atala    | a 22"     |

### 6ª tappa
- 18 giugno: Baden > Heitersberg (cron. individuale) – 7,5 km

| Pos. | Corridore        | Squadra    | Tempo  |
| ---- | ---------------- | ---------- | ------ |
| 1    | Beat Breu        | Domex      | 12'02" |
| 2    | Thomas Wegmüller | Domex      | a 8"   |
| 3    | Daniel Steiger   | Frank-Toyo | a 4"   |

| Pos. | Corridore      | Squadra    | Tempo     |
| ---- | -------------- | ---------- | --------- |
| 1    | Beat Breu      | Domex      | 20h08'49" |
| 2    | Stephan Joho   | Ariostea   | a 24"     |
| 3    | Daniel Steiger | Frank-Toyo | a 30"     |

### 7ª tappa
- 19 giugno: Baden > Arosa – 203 km

| Pos. | Corridore       | Squadra    | Tempo    |
| ---- | --------------- | ---------- | -------- |
| 1    | Kurt Steinmann  | Frank-Toyo | 5h33'31" |
| 2    | Miguel Indurain | Reynolds   | a 40"    |
| 3    | Beat Breu       | Domex      | s.t.     |

| Pos. | Corridore      | Squadra    | Tempo     |
| ---- | -------------- | ---------- | --------- |
| 1    | Beat Breu      | Domex      | 25h43'00" |
| 2    | Daniel Steiger | Frank-Toyo | a 30"     |
| 3    | Jörg Müller    | PDM        | a 49"     |

### 8ª tappa
- 20 giugno: Arosa > Bellinzona – 208 km

| Pos. | Corridore         | Squadra  | Tempo    |
| ---- | ----------------- | -------- | -------- |
| 1    | Andreas Kappes    | Toshiba  | 4h38'56" |
| 2    | Dominique Arnaud  | Reynolds | s.t.     |
| 3    | Massimo Podenzana | Atala    | a 3"     |

| Pos. | Corridore      | Squadra    | Tempo     |
| ---- | -------------- | ---------- | --------- |
| 1    | Beat Breu      | Domex      | 30h22'14" |
| 2    | Daniel Steiger | Frank-Toyo | a 30"     |
| 3    | Jörg Müller    | PDM        | a 49"     |

### 9ª tappa
- 21 giugno: Bellinzona > Zermatt – 200 km

| Pos. | Corridore        | Squadra | Tempo    |
| ---- | ---------------- | ------- | -------- |
| 1    | Andreas Kappes   | Toshiba | 5h37'25" |
| 2    | Claudio Vandelli | Atala   | a 2"     |
| 3    | Jörg Müller      | PDM     | a 50"    |

| Pos. | Corridore      | Squadra    | Tempo     |
| ---- | -------------- | ---------- | --------- |
| 1    | Beat Breu      | Domex      | 36h00'29" |
| 2    | Daniel Steiger | Frank-Toyo | a 30"     |
| 3    | Jörg Müller    | PDM        | a 49"     |

### 10ª tappa
- 22 giugno: Zermatt > Brügg – 277 km

| Pos. | Corridore      | Squadra  | Tempo    |
| ---- | -------------- | -------- | -------- |
| 1    | Johan Bruyneel | SEFB     | 6h52'36" |
| 2    | Sean Kelly     | PDM      | a 1'01"  |
| 3    | Marco Saligari | Ariostea | s.t.     |

| Pos. | Corridore      | Squadra    | Tempo     |
| ---- | -------------- | ---------- | --------- |
| 1    | Beat Breu      | Domex      | 43h02'14" |
| 2    | Daniel Steiger | Frank-Toyo | a 30"     |
| 3    | Jörg Müller    | PDM        | a 49"     |

### 11ª tappa
- 23 giugno: Brügg > Zurigo – 160 km

| Pos. | Corridore      | Squadra    | Tempo    |
| ---- | -------------- | ---------- | -------- |
| 1    | Urs Freuler    | Panasonic  | 3h55'05" |
| 2    | Jürg Bruggmann | Frank-Toyo | s.t.     |
| 3    | Steve Bauer    | Helvetia   | s.t.     |

| Pos. | Corridore      | Squadra    | Tempo     |
| ---- | -------------- | ---------- | --------- |
| 1    | Beat Breu      | Domex      | 46h57'19" |
| 2    | Daniel Steiger | Frank-Toyo | a 30"     |
| 3    | Jörg Müller    | PDM        | a 49"     |

## Classifiche finali

### Classifica generale
| Pos. | Corridore       | Squadra              | Tempo     |
| ---- | --------------- | -------------------- | --------- |
| 1    | Beat Breu       | Domex-Weinmann       | 46h57'19" |
| 2    | Daniel Steiger  | Frank-Toyo           | a 30"     |
| 3    | Jörg Müller     | PDM-Ultima-Concorde  | a 49"     |
| 4    | Steve Bauer     | Helvetia-La Suisse   | a 4'33"   |
| 5    | Rolf Järmann    | Frank-Toyo           | a 5'26"   |
| 6    | Stephan Joho    | Ariostea             | a 6'52"   |
| 7    | Daniel Wyder    | Eurocar-Mosoca-Galli | a 10'05"  |
| 8    | Andreas Kappes  | Toshiba              | a 13'48"  |
| 9    | Johan Bruyneel  | SEFB-Galli-Bulo-Vlan | a 13'55"  |
| 10   | Miguel Indurain | Reynolds             | a 14'15"  |